# Роберт Тирск
Роберт Брент Тирск – канадски инженер и астронавт на ККА. Роден е на 17 август 1953 г. в канадския град Ню Уестминстър, женен, с три деца.
Получава научните степени: бакалавър в Университета в Калгари (1976 г.), магистър Масачузетския технологичен институт (1978 г.) и доктор по медицина в Университета в Макгил (1982 г.).
Взема участие през февруари 1994 г. в 7-дневен експеримент по имитация на космически полет CAPSULS в Торонто. От 11 до 21 октомври 2002 г. взема участие в подводния експеримент NEEMO-7.

## Кариера на астронавт
На 5 декември 1983 г. Роберт Тирск минава подбора в първия набор канадски астронавти.
Своя първи космически полет извършил на совалката „Колумбия“ като специалист по полезни товари на мисията STS-78 от 20 юни до 7 юли 1996 г. Продължителността на полета е 16 денонощия 21 часа 47 минути 36 секунди.
На 2 февруари 2008 г. НАСА официално назначава Роберт Тирск в 20-и дълговременен екипаж на МКС като бординженер. Екипажът пристига на станцията на 27 май 2009 г. с космическия кораб „Союз ТМА-15“.
| Космически полети на Роберт Тирск                                   | Космически полети на Роберт Тирск | Космически полети на Роберт Тирск | Космически полети на Роберт Тирск | Космически полети на Роберт Тирск    |
| №                                                                   | Дата                              | КК                                | Функции                           | Продължителност                      |
| ------------------------------------------------------------------- | --------------------------------- | --------------------------------- | --------------------------------- | ------------------------------------ |
| 1                                                                   | 20 юни 1996                       | „Колумбия“ STS-78                 | Специалист по полезни товари      | 16 денонощия 21 часа 48 мин 31 сек.  |
| 2                                                                   | 27 май 2009                       | „Союз ТМА-15“                     | Бординженер                       | 187 денонощия 20 часа 41 мин 38 сек. |
| Сумарно време в космоса – 204 денонощия 18 часа 30 мин и 9 секунди. |                                   |                                   |                                   |                                      |